# Becken von Obermarkersdorf
Das Becken von Obermarkersdorf ist eine an das Kristallin des Waldviertels angeschlossene und im Neogen durch Ablagerungen entstandene maritime Bucht. Es erstreckt sich südwestlich der kristallinen Hochzone um Retz im Bereich zwischen Obermarkersdorf, Schrattenthal und Waitzendorf.
Hier treten neben kleinen Ausläufern der Burgschleinitz-Formation hauptsächlich Pelite der Zellerndorf-Formation auf, die sich mit gewissen Einschränkungen für die Ziegelerzeugung eignen. Diese wurden in einigen Ziegeleien in der Umgebung gemeinsam mit den überlagernden Lössen abgebaut und verarbeitet.

## Ziegeleien im Becken von Obermarkersdorf
In der Katastralgemeinde Obermarkersdorf, die heute zur Gemeinde Schrattenthal in Niederösterreich gehört, befanden sich zwei Ziegelöfen.

### Ziegelofen Obermarkersdorf I
Der Ziegelofen Obermarkersdorf I  wurde von Ludwig und Wilhelm Köck errichtet, die 1902 die Bewilligung zur Errichtung eines Ziegelofens erhalten hatten; diese wurden auch 1908 als Besitzer genannt. Im Zeitraum zwischen 1940 und 1954 ist Johann Scherzer als für den Betrieb zuständig, womit auch das Ende des Ziegelofens gegeben sein dürfte. Als Ziegelzeichen sind G K M für Gebrüder Köck Markersdorf, K M für Köck Markersdorf und J Sch für Johann Scherzer überliefert. Die Anlage selbst befand sich in der Flur Reuth an der Straße nach Hofern, etwa 650 Meter nach der Abzweigung nach Rosenau und ist heute eine stillgelegte und begrünte Deponie. Obwohl es sich hier durchaus um eine größere Anlage gehandelt hat, ist sie in keiner Karte verzeichnet. In der Geologischen Karte der Republik Österreich 1:50.000 sind an dieser Stelle zwei Abbrüche ausgewiesen, wobei auch fossile Wirbeltiere aufgefunden wurden.

### Ziegelofen Obermarkersdorf II
Der Ziegelofen Obermarkersdorf II  in der Flur Laimgrube liegt nordwestlich zwischen dem Ort und der Breitenmühle, nicht einmal 100 Meter von der Mühle entfernt. Bereits in der Franziszäischen Karte von 1823 findet sich hier der Flurname Laimgruben. Der Ziegelofen dürfte in Zusammenhang mit der Mühle bestanden haben, was zur Zeit, als das Gewerbe der Ziegelbrennerei ein herrschaftliches Privileg war, nicht ungewöhnlich war. Heute ist dort eine mit Gras bewachsene, kaum eingedellte Fläche.